# Richmond, Utah
Richmond är en ort i Cache County i delstaten Utah, USA.